# Fernandocrambus abbreviata
Fernandocrambus abbreviata är en fjärilsart som beskrevs av Clarke 1865. Fernandocrambus abbreviata ingår i släktet Fernandocrambus och familjen Crambidae. Inga underarter finns listade i Catalogue of Life.